# Gare d'Azamino
La gare d'Azamino (あざみ野駅, Azamino-eki) est une gare ferroviaire de la ville de Yokohama, dans la préfecture de Kanagawa, au Japon. La gare est gérée conjointement par la compagnie Tōkyū et le métro de Yokohama.

## Situation ferroviaire
La gare d'Azamino est située au point kilométrique (PK) 18,2 de la ligne Tōkyū Den-en-toshi. Elle marque la fin de la ligne bleue du métro de Yokohama.

## Histoire
La gare a été inaugurée le 25 mai 1977. Le métro y arrive le 18 mars 1993.

## Services aux voyageurs

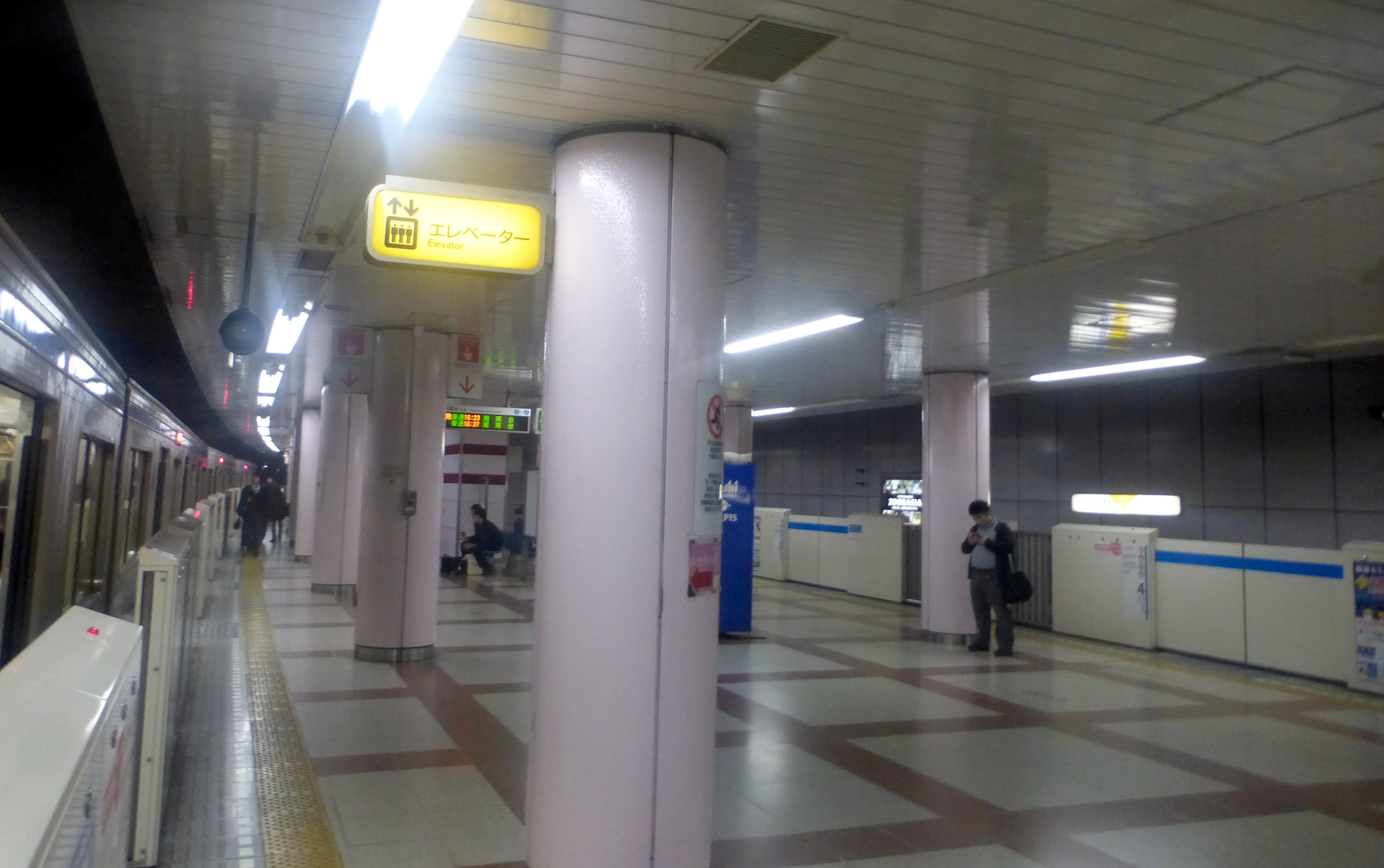
Quai de la station de métro

### Accès et accueil
La gare dispose d'un bâtiment voyageurs, avec guichets, ouvert tous les jours.

### Desserte

#### Tōkyū
- Ligne Den-en-toshi :
  - voie 1 : direction Chūō-Rinkan
  - voie 2 : direction Shibuya (interconnexion avec la ligne Hanzōmon pour Oshiage)

#### Métro de Yokohama
- Ligne bleue :
  - voies 1 et 2 : direction Shonandai